# Sergiu Prodan
Sergiu Prodan (n. 9 decembrie 1963, Bălți, RSS Moldovenească, URSS) este un regizor, scenarist, producător și politician moldovean. Din august 2021 deține funcția de ministru al Culturii în Guvernul Gavrilița. A fost președintele Uniunii Cineaștilor din Moldova, fiind ales în 2013.

## Filmografie
- Cum să devii celebru (1984) – actor
- Patul lui Procust (2002) – regizor, producător, scenarist
- Culorile (2013) – producător
- Eroii de la Podiul Jiului (2021) – regizor

## Controverse
În martie 2025, Sergiu Prodan a fost acuzat de Dragoș Galbur că "ar fi făcut tot posibilul" pentru a bloca instalarea și inaugurarea fix pe 27 martie 2025, de ziua unirii Basarabiei cu România, a statuii Reginei Maria din Chișinău. Nimeni din conducerea partidului de guvernământ PAS sau a statului nu a participat la inaugurare.